# Endotrichum densifolium
Endotrichum densifolium là một loài rêu trong họ Pterobryaceae. Loài này được (Thwaites & Mitt.) A. Jaeger mô tả khoa học đầu tiên năm 1877.